# Бурый бюльбюль Апперта

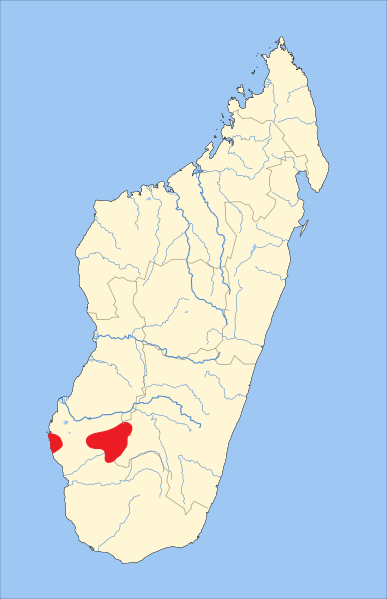
Ареал обитания

Бурый бюльбюль Апперта (лат. Xanthomixis apperti) — вид воробьиных птиц из семейства Bernieridae. Видовое название присвоено в честь работавшего на Мадагаскаре швейцарского миссионера и натуралиста-любителя Отто Апперта.

## Описание
Длина примерно 15 см. Клюв розовый, ноги серые. Оперение самцов и самок одинаково.
Эндемик юго-западной части Мадагаскара. Бурый бюльбюль Апперта обитает в двух лесах, один из которых находится в границах национального парка. Питается насекомыми, на которых охотится семейными группами числом до восьми особей, иногда в их состав входят и птицы других видов.